# 斯基克达省
斯基克达省（阿拉伯語：ولاية سكيكد）是阿尔及利亚东北部的一个省，首府斯基克达。
斯基克达省分为13个县和38个市。
36°52′N 6°54′E / 36.87°N 6.9°E